# Calceolaria virgata
Calceolaria virgata är en toffelblomsväxtart som beskrevs av Hipólito Ruiz López och Pav.. Calceolaria virgata ingår i släktet toffelblommor, och familjen toffelblomsväxter. Inga underarter finns listade i Catalogue of Life.